# Batalla d'Hibera
La batalla d'Hibera (sovint escrit Ibera), més coneguda com a batalla de Dertosa, va tenir lloc a la primavera de l'any 215 aC, entre Hasdrúbal Barca i els germans Publi i Gneu Corneli Escipió, en les proximitats d'Ibera, al sud del riu Ebre.

## Antecedents
Els romans, sota el comandament de Gneu Corneli Escipió, s'havien establert en la zona després de la seva victòria en la batalla de Cissa l'any 218 aC i l'expedició d'Hasdrúbal Barca per a expulsar-los havia acabat amb la derrota del contingent hispànic de l'exèrcit cartaginès en la batalla del riu Ebre l'any 217 aC.

## Batalla
Hasdrúbal Barca va enviar una nova expedició l'any 215 aC derrotada en la batalla d'Ibera quan el centre de la línia púnica es va col·lapsar.

## Conseqüències
La derrota va impedir als cartaginesos enviar reforços a Hanníbal en un moment clau de la guerra, i va permetre als romans guanyar la iniciativa a Hispània. Els germans Escipió van continuar amb la seva política de submissió de les tribus hispanes i saqueig de les possessions cartagineses i Àsdrubal Barca, en perdre gran part de la seva infanteria, va haver de reforçar-se amb l'exèrcit que estava preparat per a navegar en reforç d'Hanníbal.
Gràcies a aquesta victòria, els germans Escipió van ajudar indirectament als seus compatriotes que lluitaven a Itàlia, evitant que la situació empitjorés més de com havia quedat després de la batalla de Cannes, alhora que milloraven la seva pròpia situació a Hispània.
Tàcticament, la batalla d'Ibera demostra els riscos que s'assumeixen quan s'implementa una tàctica de tenalla.